# Acrobolbaceae
Acrobolbaceae, biljna porodica u diviziji Marchantiophyta, tradicionalno se smatraju mahovnjačama.
Porodicu predstavljaju najmanje devet rodova s 51 vrstom, to su Acrobolbus, Enigmella, Goebelobryum, Gymnanthe, Lethocolea, Marsupidium, Podanthe, Symphyomitra i Tylimanthus. Rodu Austrolophozia pripada vrsta A. paradoxa R.M. Schust., čiji status još nije razjašnjen.
Porodica je rasprostranjena na južnoj polutki (Novi Zeland, Južna Amerika).

## Potporodice i rodovi
1. Enigmella G.A.M. Scott & K.G. Beckm.
2. Acrobolboideae R.M. Schust. ex Briscoe
3. Austrolophozioideae R.M. Schust. ex Crand.-Stotl.
4. Lethocoleoideae Grolle
5. Saccogynidioideae Crand.-Stotl.